# Ponsen

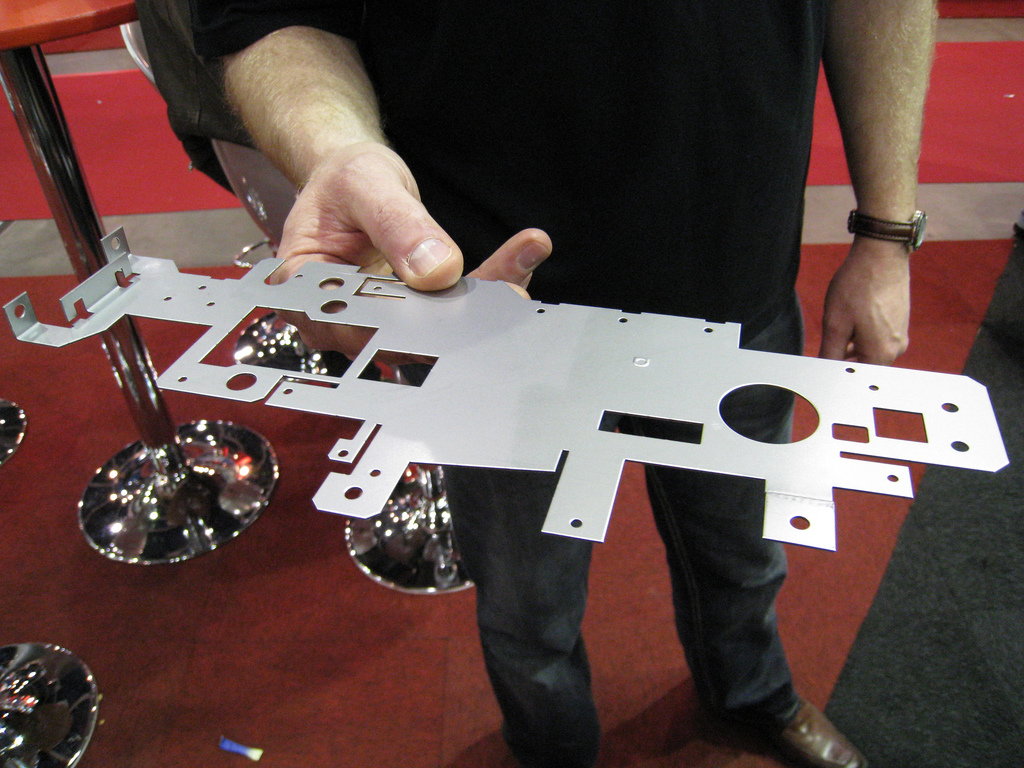
Voorbeeld van een pons-product gemaakt op een ponsnibbelmachine

Ponsen is een bewerking waarbij met een matrijs vormen uit (plaat)materiaal (metaal, papier of karton)) worden gesneden, of waarbij op een andere manier delen van een constructie door drukkracht verwijderd worden terwijl de constructie zelf aan de achterkant ondersteund wordt. 
Een eenvoudig voorbeeld van een ponsbewerking is de perforator waarmee perforaties in een blad papier gemaakt worden. Bij ponsen gaat het om de bewerking van de plaat. Wanneer het gaat om de vorm die uit het materiaal komt wordt de bewerking stansen genoemd. De vorm is daarbij het beoogde product, niet de gemaakte opening zoals bij ponsen.
Andere voorbeelden van ponsbewerkingen:
- cirkels uit een plaat die dan later diepgetrokken worden tot een drankblikje of tot een kookpot (dit is eigenlijk stansen).
- vormen die geperst worden tot carrosserie-onderdelen.
- het eruit drukken van de verbindingspen van een rollenketting (zie ook kettingpons)

## Gereedschap
Een pons is een werktuig (handgereedschap) om gaten te ponsen.
Enkele soorten van gereedschap voor het ponsen zijn
- centerpons (of centerpunt of puntslag) (metaalbewerking), handgereedschap voor het markeren van een punt.
- cijferpons / letterpons (ook wel slagletters genoemd), gereedschap voor het ponsen van getallen en tekst.
- doorslag, handgereedschap met een cilindrische pen dat gebruikt wordt bij het (de)monteren van pennen in gaten.
- drevel, handgereedschap met een massieve dunne punt, om een spijker of draaistang verder in het materiaal te slaan met behulp van een hamer.
- holpijp of pons, handgereedschap met een holle punt met een scherpe rand om gaatjes in karton, leer, tapijt, rubber en andere dunne materialen te stansen (ponsen).
- kettingpons, handgereedschap om een fietsketting op maat te maken.
- papierpons, handgereedschap om gaten in een vorm uit papier te stansen (ponsen).
- perforator, handgereedschap om twee of meer (2/3/4/17/23) gaten te maken in papier (om het in te kunnen binden).
- kaartponser, apparaat om ponskaarten te maken.